# المجاعة الكبرى (اليونان)
كانت المجاعة الكبرى (باليونانية: Μεγάλος Λιμός)‏ فترة جوع جماعي خلال احتلال قوات المحور لليونان إبّان الحرب العالمية الثانية (1941-1944). عانى السكان المحليون بشدة خلال هذه الفترة، في حين بدأت دول المحور سياسة النهب على نطاق واسع. علاوة على ذلك، أدت الطلبات، فضلًا عن الحصار الذي فرضه الحلفاء على اليونان، والبنية التحتية المدمرة، وظهور سوق سوداء قوية ومترابطة، إلى حدوث المجاعة الكبرى، وصل معدل الوفيات إلى ذروته خلال فصل شتاء الفترة من عام 1941 حتى 1942. في نهاية المطاف، أجبرت المعاناة والضغط الكبير من الشتات اليوناني البريطانيين على رفع الحصار المفروض جزئيًا، ومنذ صيف عام 1942، تمكنت اللجنة الدولية للصليب الأحمر من توزيع الإمدادات بكميات كافية، ومع ذلك، بقي الوضع قاتمًا حتى نهاية الاحتلال.

## الخلفية

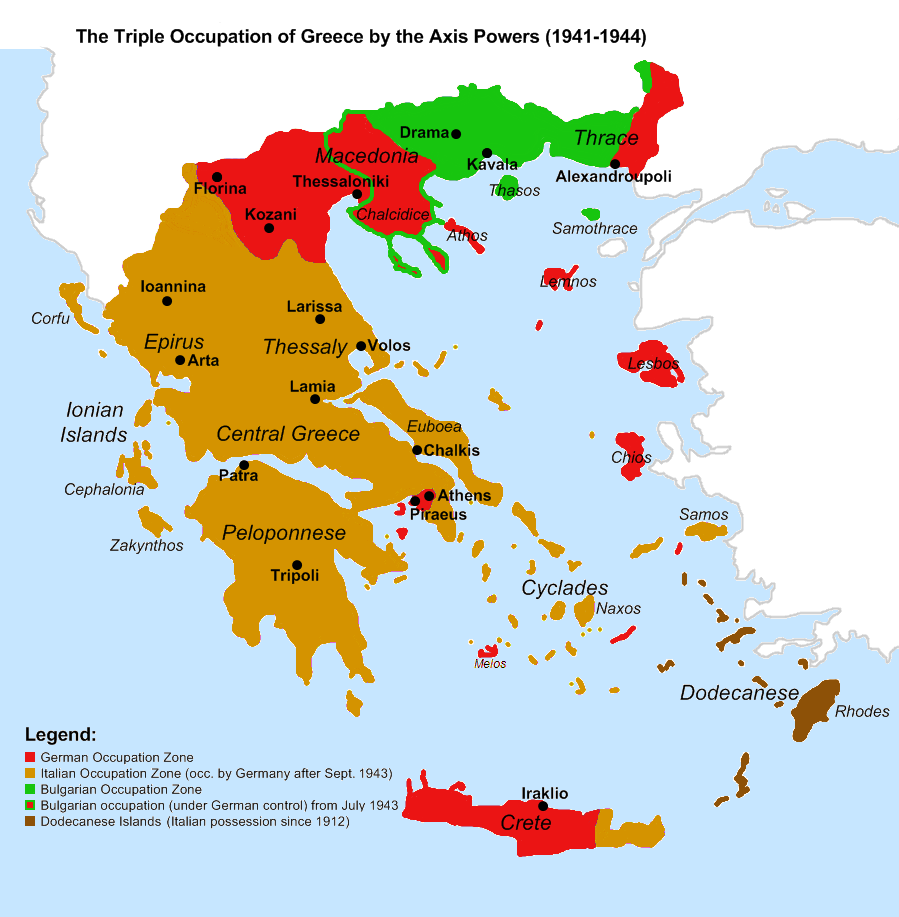
مناطق احتلال اليونان الثلاثة خلال الحرب. يشير اللون الأزرق إلى منطقة الاحتلال الإيطالية والأحمر إلى الألمانية والأخضر إلى البلغارية.

غزت إيطاليا الفاشية اليونان من ألبانيا في 28 أكتوبر 1940. ومع ذلك، سرعان ما تحول الغزو إلى هزيمة مذلة للإيطاليين وتمكنت القوات اليونانية من اختراق عمق الأراضي الألبانية. في 6 أبريل 1941، هاجمت ألمانيا النازية اليونان وسقطت القوات اليونانية بسرعة تحت القوة النارية المدهشة في الحرب الخاطفة. بعد انتصارهم مباشرة، قسمت سلطات الاحتلال البلاد إلى 3 مناطق مُنع فيها أي حركة للبضائع والأشخاص منعًا باتًا. احتل الألمان أجزاء من أثينا، والمنطقة المحيطة بسلانيك، وبعض المخافر الاستراتيجية الأمامية في بحر إيجة وجزيرة كريت، سيطر البلغار على المناطق الشمالية من تراقيا ومقدونيا الشرقية، في حين سيطر الإيطاليون على معظم البر الرئيسي والجزر الأيونية.

بشكل عام، نظرت قوى المحور إلى الدول المُحتلة كمصادر للمواد الخام والأغذية واليد العاملة. على سبيل السياسة، كان على الدول الخاضعة أن تقدم الدعم المادي لألمانيا وإيطاليا. وفقًا لهذا المبدأ، منذ بداية الاحتلال، بدأت القوات الألمانية والإيطالية سياسة النهب على نطاق واسع لكل شيء ذي قيمة. علاوة على ذلك، كان النهب والتعذيب وأحكام بالإعدام والمذابح المدنية في جميع أنحاء اليونان جزءًا من مخطط المحور خلال سنوات الاحتلال. عُبر عن الموقف الألماني تجاه الشعوب المُحتلة بإيجاز في كلمات هيرمان غورينغ في رسالة إلى مفوضي الرايخ والقادة العسكريين للأراضي المحتلة في 6 أغسطس 1942:
«يجب أن ينتهي هذا القلق الدائم للأجانب مرة واحدة وإلى الأبد. وأنا لا أحفل بمقدار ذرة عندما تقول أن الناس تحت حكومتك يموتون من الجوع. دعهم يموتون طالما أنه لا يوجد جوع ألماني.»

## شتاء 1941-1942

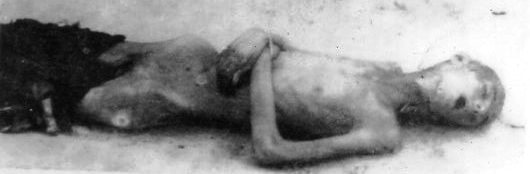
جثة طفل قضى موتًا من الجوع

أصبحت الحالة الغذائية حرجة في صيف عام 1941 وتحولت في الخريف إلى مجاعة كاملة. خاصة في الشتاء الأول من الاحتلال (1941-1942) كان نقص الغذاء حادًا وضربت المجاعة خاصة في المراكز الحضرية للبلاد. وصل نقص الغذاء إلى ذروته ولم يكن من الممكن تجنب المجاعة. خلال ذلك الشتاء، وصل معدل الوفيات إلى ذروته، بينما وفقًا للمؤرخ البريطاني مارك مازوفير، كانت هذه أسوأ مجاعة عاشها اليونان منذ العصور القديمة. تُركت جثث القتلى سرًا في المقابر أو في الشوارع (ربما حتى يستخدم أقاربهم الناجين بطاقات حصصهم التموينية). وفي حالات أخرى، عُثر على جثث بعد أيام من الوفاة. كان منظر الجثث الهزيلة شائعًا في شوارع أثينا.
كان الوضع في أثينا والمنطقة الواسعة في مينائها، بيرايوس، خارج نطاق السيطرة، وكان التضخم المفرط في ذروته، وزاد سعر الخبز 89 ضعفًا من أبريل 1941 إلى يونيو 1942. ووفقًا لسجلات الجيش الألماني بلغ معدل الوفيات في أثينا وحدها 300 حالة وفاة يوميًا خلال ديسمبر 1941، في حين كانت تقديرات الصليب الأحمر أعلى بكثير، حيث بلغت 400 حالة وفاة، وفي بعض الأيام وصل عدد الوفيات إلى 1000. وبصرف النظر عن المناطق الحضرية تأثر سكان الجزر أيضًا بالمجاعة، وخاصة أولئك الذين يعيشون في ميكونوس، وسيروس، وخيوس.
لا توجد أعداد دقيقة من وفيات المجاعة لأن سجلات التسجيل المدني لم تعمل أثناء الاحتلال. بشكل عام، تشير التقديرات إلى أن اليونان تكبدت نحو 300 ألف حالة وفاة أثناء احتلالها من قِبل قوى المحور نتيجة المجاعة وسوء التغذية. ومع ذلك، لم تشهد جميع أنحاء اليونان مستويات متساوية من ندرة وشح الطعام. على الرغم من عدم وجود بيانات شاملة عن شدة المجاعة الإقليمية، إلا أن الأدلة المتاحة تشير إلى أن القيود الشديدة المفروضة على الحركة، والقرب من الإنتاج الزراعي ومستوى التحضر كانت عوامل حاسمة في وفيات المجاعة.